# Norbert Hauata
Norbert Hauata (Papeete, 8 de junho de 1979) é um árbitro de futebol taitiano associado à Confederação de Futebol da Oceania. Integrou à FIFA em 2008 e foi colocado para comandar jogos do Campeonato Mundial de Futebol Sub-17 de 2011, da Copa das Nações da OFC de 2012 e da Copa do Mundo de 2014